# Roger Rondeaux
Roger Rondeaux, nacido el 15 de abril de 1920 en Mareuil-le-Port y fallecido el 24 de enero de 1999 en La Rochelle, fue un ciclista francés. Destacó en la modalidad de Ciclocrós siendo campeón mundial élite en tres ocasiones (1951, 1952 y 1953). 

## Palmarés
| 1945 - 3.º en el Campeonato de Francia de Ciclocrós 1947 - Campeonato de Francia de Ciclocrós 1948 - Campeonato de Francia de Ciclocrós 1949 - Campeonato de Francia de Ciclocrós 1950 - 2.º en el Campeonato Mundial de Ciclocrós 1951 - Campeonato de Francia de Ciclocrós - Campeonato Mundial de Ciclocrós | 1952 - Campeonato de Francia de Ciclocrós - Campeonato Mundial de Ciclocrós 1953 - Campeonato de Francia de Ciclocrós - Campeonato Mundial de Ciclocrós 1954 - Campeonato de Francia de Ciclocrós 1955 - 3.º en el Campeonato de Francia de Ciclocrós |